# Salles-Lavalette
Salles-Lavalette település Franciaországban, Charente megyében. Lakosainak száma 311 fő (2022. január 1.). Salles-Lavalette Juignac, Montignac-le-Coq, Palluaud, Vaux-Lavalette, Nanteuil-Auriac-de-Bourzac, Vendoire és Montmoreau községekkel határos.

## Népesség
A település népessége az elmúlt években az alábbi módon változott:
| Lakosok száma | 503  | 362  | 365  | 334  | 364  | 365  | 352  | 326  | 321  | 311  |
|               | 1968 | 1982 | 1990 | 2006 | 2013 | 2015 | 2017 | 2019 | 2020 | 2022 |